# Respiratorische Azidose
Unter einer respiratorischen Azidose versteht man eine durch unzureichende Atmung (Respiration) verursachte Übersäuerung des Blutes (Abfall des Blut-pH-Wertes unter 7,35), die charakterisiert ist durch einen primären Anstieg der Kohlendioxid-Spannung im arteriellen Blut (Hyperkapnie), wodurch es zu einem Ungleichgewicht im Verhältnis von Kohlensäure zu Bikarbonat kommt.

## Ursachen
Eine respiratorische Azidose („atmungsbedingte Übersäuerung“) tritt immer dann auf, wenn die Abatmung von Kohlendioxid gestört ist (Verminderung der alveolären Ventilation beispielsweise bei Hypoventilation) und es dadurch zu einem Ungleichgewicht zwischen CO2-Anfall und CO2-Ausscheidung im Sinne einer positiven CO2-Bilanz kommt. Der CO2-Partialdruck in den Alveolen und im (arteriellen) Blut steigt, es kommt zu einer Verschiebung des Kohlensäure-Bicarbonat-Puffergleichgewichts
{\displaystyle \mathrm {CO_{2}+H_{2}O\rightleftarrows H_{2}CO_{3}\rightleftarrows H^{+}+HCO_{3}^{-}} }
nach rechts (mit Anstieg der Plasmabicarbonatkonzentration) und damit zum „Überschuss“ von freien H+ Ionen, da die Kohlensäure im Blut zu etwa 95 % deprotoniert (siehe Säure).
Hypoventilation tritt zum Beispiel bei Lungenfunktionsstörungen, bei medikamentös verursachten vermindertem Atemantrieb (Atemdepression) oder bei Langzeitbeatmeten auf. Im Blut liegt im Normalzustand pH 7,4 vor, im Zytosol der Zellen pH 7. Das Zytosol ist etwas stärker gepuffert und schwankt weniger im pH-Wert.
Die Ursachen der respiratorischen Azidose können akut oder chronisch sein:
- Luftwegsobstruktion (akut oder chronisch)
- Depression des Atemzentrums (akut oder chronisch)
- Kreislaufzusammenbruch (akut)
- neuromuskuläre Erkrankungen (akut oder chronisch)
- restriktive Lungenerkrankungen (akut oder chronisch)
- mechanische Fehlbeatmung (akut)

## Folgen
Im Zeitverlauf werden eine akute und eine chronische Phase unterschieden. Zum akuten Erscheinungsbild können Angstgefühl, Atemlosigkeit, Verwirrung (Konfusion), vorübergehende Psychosen, Euphorie, delirante Zustände und Stupor gehören. In ausgeprägten Fällen ist der Patient zyanotisch („blaue Lippen“) und hat Atemnot. Die Atemnot ist jedoch ein sehr unzuverlässiges Zeichen. Klinisch achtet man auf Tachykardie, Blutdruckanstieg und pulmonale Hypertonie als Folge der Hyperkapnie. Auch konjunktivale Injektionen, Rötungen der Gesichtshaut durch CO2-bedingte Vasodilatation, Hirndruckzeichen (Stauungspapille) und Koma (CO2-Narkose) können beobachtet werden.
Kompensatorisch reagieren die Nieren mit vermehrter Protonenausscheidung sowie HCO3-Rückresorption.
Kann eine starke respiratorische Azidose nicht ausreichend durch die Niere kompensiert werden, führt ein weiteres Absinken des Blut-pHs zum Tod.

## Therapie
Zur Behandlung einer akuten respiratorischen Azidose sollte die Ursache behoben und zur Vermeidung von Hypoxie und Azidämie eine ausreichende Atmung ermöglicht werden.
Die ausgeprägte respiratorische Azidose muss meist mechanisch durch Verbesserung der Atmung (beispielsweise auch eine Beatmung) behandelt werden.
Medikamentös kann man die Gabe von Theophyllinen und Beta-Sympathomimetika versuchen. Eine Gabe von alkalischen Lösungen ist bei einer reinen respiratorischen Azidose nicht indiziert.
Vorsicht ist bei der alleinigen Gabe von Sauerstoff geboten, da dabei die Hyperkapnie noch verstärkt werden kann, da der Atemantrieb durch Hypoxie bei einem Überangebot von Sauerstoff entfällt.
Vorsicht ist bei der Gabe von Sedativa und Opiaten geboten, da sie die Atmung noch weiter verschlechtern. Im Gegenteil kann man versuchen, durch die Gabe von Flumazenil (Anexate) oder Naloxon (Narcanti) eine möglicherweise vorliegende Überdosierung solcher Stoffe zu beheben.
Therapiemöglichkeiten bei chronischen Störungen sind Sekretabsaugung, gegebenenfalls eine antibiotische Therapie, die Gabe von Bronchodilatatoren oder Diuretika.